# Гремяч
Гремя́ч (укр. Грем'яч) — село в Новгород-Северском районе Черниговской области Украины. Население на 2022 год составляет примерно 900 человек. Занимает площадь 5,57 км².
Село является самым северным населённым пунктом Украины.
Почтовый индекс: 16020. Телефонный код: +380 4658.

## Местная власть
Орган местного самоуправления — Гремячский сельский совет.
Почтовый адрес: 16020, Черниговская обл., Новгород-Северский р-н, с. Гремяч, ул. Мира, 173.
Тел.: +380 (4658) 3-71-44.

## История
Название «Гремяч» происходит от бьющего здесь ключа, издающего громкий (гремящий) звук. Ключ дает начало одноимённой малой реке Гремячка, делящей населенный пункт на две части. Все село расположено на правом берегу реки Судость на старинном тракте между городами Новгород-Северский и Погар. Впервые упоминается в письменных источниках в 1604 году, однако, по мнению некоторых исследователей, было основано ещё в XIII столетии. В XVIII веке им владел обер-камергер Екатерины ІІ И. М. Корсак. Во время войны со шведами в 1709 г. в Гремяче размещалась квартира Главнокомандующего русскими войсками графа Б. П. Шереметьева. В апреле 1861 года жители села выступили против помещицы Ладомирской. В 1866 в Гремяче насчитывалось 390 дворов и 2004 жителей, а также имело две церкви — Михайловская (на месте церкви Варлаама) и Рождества Богородицы (1747 года постройки). К 1897 году Гремяч считался городком и насчитывал 566 дворов с 3 550 жителями, имея земскую школу и библиотеку. В 1909 году было открыто Гремячское высшее начальное училище. В 1905—1907 гг. во время Первой русской революции в селе происходили митинги и манифестации, стычки крестьян с полицией.
Гремяч был одним из первых населённых пунктов Украины, который был оккупирован войсками Российской Федерации в войне с Украиной 24 февраля 2022 года. Освобождение села произошло 6 апреля того же года в ходе отступления российских войск с Черниговской области ВСУ.
15 ноября 2024 заявлялось о заходе российской ДРГ в Гремяч и соседние сëла. После установки флага по мнению украинских источников ДРГ ушла.

## Климат
Климат города умеренно континентальный.
- Среднегодовая температура 6,2 °C.
- Среднегодовая норма осадков 587 мм.

| Показатель                    | Янв.  | Фев. | Март | Апр. | Май  | Июнь | Июль | Авг. | Сен. | Окт. | Нояб. | Дек. | Год |
| ----------------------------- | ----- | ---- | ---- | ---- | ---- | ---- | ---- | ---- | ---- | ---- | ----- | ---- | --- |
| Средний суточный максимум, °C | −4,2  | −3,4 | 1,5  | 11,6 | 19,5 | 22,9 | 24,1 | 23,1 | 17,7 | 10,6 | 2,9   | −1,2 | 7,2 |
| Средняя температура, °C       | −7,4  | −6,7 | −2   | 7    | 14,1 | 17,6 | 18,9 | 17,7 | 12,7 | 6,6  | 0,3   | −3,9 | 6,2 |
| Средний суточный минимум, °C  | −10,6 | −10  | −5,5 | 2,5  | 8,7  | 12,3 | 13,8 | 12,4 | 7,7  | 2,7  | −2,2  | −6,6 | 2,1 |
| Норма осадков, мм             | 38    | 30   | 32   | 40   | 46   | 68   | 80   | 66   | 50   | 44   | 47    | 46   | 597 |
| Источник: climate-data.org    |       |      |      |      |      |      |      |      |      |      |       |      |     |

## Памятники истории
На территории Гремяча выявлены городища, поселения эпохи неолита и бронзы (V—II тысячелетия до н. э.), а также раннее славян (III—V вв.) и Киевской Руси (IX—XIII вв.), стоянка эпохи мезолита (X—VIII тысячелетия до н. э.)